# Cerco de Niceia (1113)
O Cerco de Niceia de 1113 ocorreu durante as guerras bizantino-seljúcidas durante o reinado do imperador bizantino Aleixo I Comneno (r. 1081-1118).

## História
Após o sucesso da Primeira Cruzada e o fracasso da Cruzada de 1101, os turcos seljúcidas retomaram a ofensiva contra os bizantinos. O imperador Aleixo, já idoso, não conseguiu deter os rápidos raides turcos no que restou da Anatólia bizantina. Porém, o Sultanato Seljúcida de Rum finalmente foi obrigado a lutar após o cerco mal-sucedido contra a cidade de Niceia.